# Recorded Live
Albums de Ten Years After
Rock and Roll Music to the World
(1972) Positive Vibrations
(1974)
Recorded Live est le deuxième album live du groupe de blues rock britannique Ten Years After. Il est sorti en juin 1973 sur le label Chrysalis Records (Columbia Records pour les USA) et a été produit par le groupe.

## Historique
Ce double album a été enregistré durant quatre concerts en Europe en janvier de la même année, à l'aide du studio mobile Rolling Stones. La majorité des titres proviennent du concert donné le 28 janvier 1973 à la Festhalle de Francfort. Help Me  fut enregistré le 26 janvier et la face trois provient du concert du 29 janvier donné à Paris. Le titre bonus I Woke Up this Morning vient du concert donné le 27 janvier à Rotterdam.
Il s'est classé 36e au Royaume-Uni et 39e aux États-Unis.
En 2013, sa réédition en double compact disc comprend sept titres bonus.

## Liste des titres

### Album original
Face 1
| No | Titre                          | Auteur                 | Lieu d'enregistrement | Durée |
| -- | ------------------------------ | ---------------------- | --------------------- | ----- |
| 1. | One of These Days              | Alvin Lee              | Francfort             | 5:36  |
| 2. | You Give Me Loving             | A. Lee                 | Francfort             | 5:25  |
| 3. | Good Morning Little Schoolgirl | Sonny Boy Williamson I | Francfort             | 7:15  |

Face 2
| No | Titre   | Auteur                                         | Lieu d'enregistrement | Durée |
| -- | ------- | ---------------------------------------------- | --------------------- | ----- |
| 1. | Hobbit  | Ric Lee                                        | Francfort             | 7:15  |
| 2. | Help Me | Sonny Boy Williamson II, Willie Dixon, R. Bass | Amsterdam             | 10:44 |

Face 3
| No | Titre                                      | Auteur                                    | Lieu d'enregistrement | Durée |
| -- | ------------------------------------------ | ----------------------------------------- | --------------------- | ----- |
| 1. | Classical Thing                            | A. Lee                                    | Paris                 | 0:36  |
| 2. | Scat Thing                                 | A. Lee                                    | Paris                 | 0:55  |
| 3. | I Can't Keep From Cryin' Sometimes Part. 1 | Al Kooper                                 | Paris                 | 1:57  |
| 4. | Extension On One Chord                     | A.Lee, Leo Lyons, Chick Churchill, R. Lee | Paris                 | 10:46 |
| 5. | I Can't Keep From Cryin' Sometimes Part. 2 | Kooper                                    | Paris                 | 3:21  |

Face 4
| No | Titre            | Auteur | Lieu d'enregistrement | Durée |
| -- | ---------------- | ------ | --------------------- | ----- |
| 1. | Silly Thing      | A. Lee | Frankfort             | 0:26  |
| 2. | Slow Blues in C' | A. Lee | Francfort             | 7:24  |
| 3. | I'm Going Home   | A. Lee | Francfort             | 9:30  |
| 4. | Choo Choo Mama   | A. Lee | Francfort             | 2:56  |

### Réédition 2013 avec 7 titres bonus
Cd 1
| No | Titre                                 | Auteur                               | Lieu d'enregistrement | Durée |
| -- | ------------------------------------- | ------------------------------------ | --------------------- | ----- |
| 1. | One of These Days                     | A. Lee                               | Francfort             | 6:20  |
| 2. | You Give Me Loving                    | A. Lee                               | Francfort             | 6:10  |
| 3. | Good Morning Little Schoolgirl        | Sonny Boy Williamson I               | Francfort             | 7:27  |
| 4. | Hobbit                                | R. Lee                               | Francfort             | 8:36  |
| 5. | Help Me                               | Sonny Boy Williamson II, Dixon, Bass | Amsterdam             | 10:49 |
| 6. | Time Is Flying (titre bonus)          | A. Lee                               | Francfort             | 5:36  |
| 7. | Standing at the Station (titre bonus) | A. Lee                               | Francfort             | 11:51 |
| 8. | Jam (titre bonus)                     | A. Lee, Lyons, Churchill, R. Lee     | Amsterdam             | 18:49 |

Cd 2
| No  | Titre                                      | Auteur                               | de l'album | Durée |
| --- | ------------------------------------------ | ------------------------------------ | ---------- | ----- |
| 1.  | Help Me (titre bonus)                      | Sonny Boy Williamson II, Dixon, Bass | Paris      | 12:06 |
| 2.  | I Woke Up this Morning (titre bonus)       | A. Lee                               | Rotterdam  | 4:26  |
| 3.  | Sweet Little Sixteen (titre bonus)         | Chuck Berry                          | Francfort  | 4:24  |
| 4.  | Jam (titre bonus)                          | A. Lee, Lyons, Churchill, R. Lee     | Francfort  | 16:33 |
| 5.  | Classical Thing                            | A. Lee                               | Paris      | 0:53  |
| 6.  | Scat Thing                                 | A. Lee                               | Paris      | 0:57  |
| 7.  | I Can't Keep From Cryin' Sometimes Part. 1 | Kooper                               | Paris      | 1:57  |
| 8.  | Extension On One Chord                     | A. Lee, Lyons, Churchill, R. Lee     | Paris      | 10:45 |
| 9.  | I Can't Keep From Cryin' Sometimes Part. 2 | Kooper                               | Paris      | 3:12  |
| 10. | Silly Thing                                | A. Lee                               | Francfort  | 1:09  |
| 11. | Slow Blues in C'                           | A. Lee                               | Francfort  | 8:14  |
| 12. | I'm Going Home                             | A. Lee                               | Francfort  | 10:54 |
| 13. | Choo Choo Mama                             | A. Lee                               | Francfort  | 3:21  |

## Musiciens
- Alvin Lee : chant, guitare
- Ric Lee : batterie, percussions
- Leo Lyons : basse
- Chick Churchill : orgue

## Charts
| Pays        | Durée du classement | Meilleur classement | Date              |
| ----------- | ------------------- | ------------------- | ----------------- |
| Allemagne   | 4 semaines          | 10e                 | 15 août 1973      |
| Autriche    | 4 semaines          | 7e                  | 15 septembre 1973 |
| Canada      | 11 semaines         | 32e                 | 28 juillet 1973   |
| États-Unis  | 21 semaines         | 39e                 | 4 août 1973       |
| France      | 48 semaines         | 6e                  | 1973              |
| Norvège     | 6 semaines          | 9e                  | 10 septembre 1973 |
| Royaume-Uni | 2 semaines          | 36e                 | 28 juillet 1973   |